# 梁诚
梁诚KCMG（1864年—1917年），原名丕旭，字义衷，号震东，廣東番禺黄埔村（今廣州海珠區）人。在1903年至1908年间，梁诚曾担任晚清驻美利坚合众国公使，并代表清政府出访美洲多个国家。他曾为清廷争回部分庚子赔款，这笔款项支持了逾千名学生赴美留学。其當年所設的游美肄业馆，后改称清华学堂（清华大学前身），故其人被稱為清华之父。他还协助张之洞从美国手中争回了粤汉铁路的筑路权。1912年2月5日，响应陆征祥的呼吁，联合驻英公使劉玉麟奏請速頒詔旨決定共和。 
- 梁誠1903年

## 生平
1875年，未满12岁的梁诚便在家庭的资助下考取第四批留美幼童团，曾在麻省安多佛的菲利普斯学院就读。梁诚嗜好棒球，曾是学院棒球队的主力，并在一场与菲利普斯埃克塞特学院的比赛中夺得3分并打出一只长打。1881年在安多佛毕业后，梁诚与其他留学生一起被召回国。起初在总理衙门做事，不久随张荫桓公使赴美，后任使馆参赞，从此开始了他的外交官生涯。任满回国后，曾两次跟随中国特使，先后赴英国和美国。1903年至1908年初，以三品卿衔资格，出使美国、秘鲁、古巴等国。1906年旧金山大地震，很多华人遇难，他即电驰海内外募款助赈，并率属捐俸，亲临该埠处理后事。
1904至1905年间，他曾敦促美国总统西奥多·罗斯福减免部分未付足的庚子赔款。照条约清政府应付美国赔款2444万778元8角1分，得到美国国会和老罗斯福总统赞同后，将当时尚未付足之款项1078万5286元1角2分，从1909年1月起退还中国。这笔款项的一部分后被用作建立留美预备学校（即日后的清华大学）。同年奏请朝廷宣示进行立宪改革。
1911年10月武昌起义爆发，11月16日袁世凯组阁。1912年1月11日梁诚被免驻德公使回国，定居香港。1912年3月袁世凯任民国大总统，经友人唐绍仪、周自齐等力邀，梁诚终未到民国政府任事。1917年病逝。